# Sbordoniola ciliata
Sbordoniola ciliata es una especie de escarabajo del género Sbordoniola, familia Leiodidae. Fue descrita por Zoia y Rampini en 1994. Se encuentra en Irán.